# Пливање на Летњим олимпијским играма 1900 — 60 метара роњење за мушкарце
Роњење на 60 метара за мушкараце је била дисциплина у пливачком програму на Летњим олимпијским играма 1900. у Паризу. Дисциплина је одржана само том приликом и на следећим играма је скинута са програма и није се више јављања. Према неким изворима скидање је уследило због недостатка публике на овој дисциплини.
Такмичење је одржано 12. августа 1900. године. Учествовало је 14 такмичара из 4 земље.
Систем такмичења је био такав да су се за укупан резултат рачунала дужина прероњене стазе и време колико је роњење трајало. За метар дужине добијала су се два, а за секунду боравка под водом један поен. Збир добијених поена је био је коначан резултат појединог такмичара.

## Земље учеснице
| - Аустрија (1) - Данска (1) | - Француска (11) - Немачка (1) |

## Победници
|                         |                      |                       |
| Шарл Вандевил Француска | Андре Сикс Француска | Педер Лукеберг Данска |

## Резултати
| Место | Такмичар                | Време сек. | Дужина м. | Резултат |
| ----- | ----------------------- | ---------- | --------- | -------- |
|       | Шарл Вандевил Француска | 68,4       | 60,00     | 188,4    |
|       | Андре Сикс Француска    | 65,4       | 60,00     | 185,4    |
|       | Педер Лукеберг Данска   | 90,0       | 28,50     | 147,0    |
| 4     | де Роман Француска      | 50,2       | 47,50     | 145,2    |
| 5     | Тисеран Француска       | 48,0       | 30,75     | 109,5    |
| 6     | Hans Aniol Немачка      | 30.0       | 36.95     | 103.9    |
| 7     | Манол { Француска       | 38,4       | 32,50     | 103,4    |
| 8     | Луј Марк Француска      | 32,0       | 34,00     | 100,0    |
| 9     | Перисон Француска       | 29,6       | 31,00     | 91,6     |
| 10    | Kaisermann Француска    | 56,8       | 16,10     | 88,8     |
| 11    | Леклерк Француска       | 28,0       | 30,00     | 88,0     |
| 12    | Шерван Француска        | 32,0       | 20,00     | 72,0     |
| 13    | Anderlé Аустрија        | 22,4       | 23,50     | 69,4     |
| 14    | Еше Француска           | 23,0       | 21,50     | 66,0     |